# هربرت فون دیرکسن
هربرت فون دیرکسن (انگلیسی: Herbert von Dirksen؛ ۲ آوریل ۱۸۸۲ – ۱۹ دسامبر ۱۹۵۵) سیاستمدار، دیپلمات، و نویسنده اهل آلمان بود.

## در سال 1945به دلیلهمکاری با ارتش سرخ دست گیر و بعد 8 می ازاد
- مشارکت‌کنندگان ویکی‌پدیا. «Herbert von Dirksen». در دانشنامهٔ ویکی‌پدیای انگلیسی، بازبینی‌شده در ۱۲ ژانویه ۲۰۲۳.